# Municipio de Chillicothe (Misuri)
El municipio de Chillicothe (en inglés: Chillicothe Township) es un municipio ubicado en el condado de Livingston en el estado estadounidense de Misuri. En el año 2010 tenía una población de 9732 habitantes y una densidad poblacional de 67,67 personas por km².

## Geografía
El municipio de Chillicothe se encuentra ubicado en las coordenadas 39°47′12″N 93°31′57″O / 39.78667, -93.53250. Según la Oficina del Censo de los Estados Unidos, el municipio tiene una superficie total de 143.81 km², de la cual 141.4 km² corresponden a tierra firme y (1.67%) 2.4 km² es agua.

## Demografía
Según el censo de 2010, había 9732 personas residiendo en el municipio de Chillicothe. La densidad de población era de 67,67 hab./km². De los 9732 habitantes, el municipio de Chillicothe estaba compuesto por el 95.98% blancos, el 1.32% eran afroamericanos, el 0.36% eran amerindios, el 0.33% eran asiáticos, el 0.01% eran isleños del Pacífico, el 0.5% eran de otras razas y el 1.5% pertenecían a dos o más razas. Del total de la población el 1.27% eran hispanos o latinos de cualquier raza.